# Suvorovske, Tulciîn
Suvorovske (în ucraineană Суворовське) este o comună în raionul Tulciîn, regiunea Vinnița, Ucraina, formată numai din satul de reședință.

## Demografie
Componența lingvistică a satului Suvorovske
     Ucraineană (98,76%)
     Rusă (1,12%)
     Alte limbi (0,08%)
Conform recensământului din 2001, majoritatea populației satului Suvorovske era vorbitoare de ucraineană (98,76%), existând în minoritate și vorbitori de rusă (1,12%).